# یاپونس
یاپونس (به آلمانی: Japons) یک منطقهٔ مسکونی در اتریش است که در ناحیه هورن واقع شده‌است. یاپونس ۷۹۸ نفر جمعیت دارد.